# Mulțime infinită
În teoria mulțimilor, o mulțime infinită este o mulțime care conține un număr infinit de elemente, deci care nu este o mulțime finită. De exemplu,
{\displaystyle \{1,2,3,\ldots \},}
mulțimea numerelor naturale, este o mulțime infinită și numărabilă. 
Există și mulțimi infinite nenumărabile, de exemplu segmentele geometrice, echivalările cu intervalele numerice de pe dreapta reală. Segmentele sau intervalele sunt mulțimi infinite mărginite (de măsură finită).